# Conus bermudensis
Conus bermudensis är en snäckart som beskrevs av Clench 1942. Conus bermudensis ingår i släktet Conus och familjen kägelsnäckor. Inga underarter finns listade i Catalogue of Life.